# Chromatomyia tschirnhausi
Chromatomyia tschirnhausi är en tvåvingeart som beskrevs av Griffiths 1980. Chromatomyia tschirnhausi ingår i släktet Chromatomyia och familjen minerarflugor. Inga underarter finns listade i Catalogue of Life.